# Aspidosperma decussatum
Aspidosperma decussatum är en oleanderväxtart som beskrevs av R. E. Woodson. Aspidosperma decussatum ingår i släktet Aspidosperma och familjen oleanderväxter. Inga underarter finns listade i Catalogue of Life.